# Regla de Le Bel-van't Hoff
La regla de Le Bel-van't Hoff sentencia que el número de estereoisómeros de un compuesto orgánico que no contiene planos internos de simetría es de 2n, donde n representa el número de carbonos asimétricos.

## Historia
Esta hipótesis fue anunciada simultáneamente por Joseph Achille Le Bel y Jacobus Henricus van 't Hoff en 1874 y tomaba cuenta de todas las asimetrías moleculares conocidas hasta esa fecha.

## Ejemplo

Existen 4 carbonos asimétricos en la glucosa

A modo de ejemplo, cuatro de los átomos de carbono de las aldohexosas son asimétricos. Utilizando la regla de Le Bel-van't Hoff se pueden calcular 24=16 estereoisómeros.
Estos compuestos químicos son los dos enantiómeros —isómeros ópticos especulares R o S—, de cada uno de los ocho diferentes diastereoisómeros no especulares: alosa, altrosa, glucosa, manosa, gulosa, idosa, galactosa, y talosa.